# Hanley Falls
Hanley Falls és una població dels Estats Units a l'estat de Minnesota. Segons el cens del 2000 tenia 323 habitants.

## Demografia
Segons el cens del 2000, Hanley Falls tenia 323 habitants, 115 habitatges, i 83 famílies. La densitat de població era de 479,7 habitants per km².
Dels 115 habitatges en un 40,9% hi vivien nens de menys de 18 anys, en un 59,1% hi vivien parelles casades, en un 7% dones solteres, i en un 27,8% no eren unitats familiars. En el 22,6% dels habitatges hi vivien persones soles el 13,9% de les quals corresponia a persones de 65 anys o més que vivien soles. El nombre mitjà de persones vivint en cada habitatge era de 2,81 i el nombre mitjà de persones que vivien en cada família era de 3,36.
Per edats la població es repartia de la següent manera: un 32,5% tenia menys de 18 anys, un 12,7% entre 18 i 24, un 30% entre 25 i 44, un 11,8% de 45 a 60 i un 13% 65 anys o més.
L'edat mediana era de 29 anys. Per cada 100 dones de 18 o més anys hi havia 109,6 homes.
La renda mediana per habitatge era de 31.667 $ i la renda mediana per família de 37.500 $. Els homes tenien una renda mediana de 25.833 $ mentre que les dones 19.583 $. La renda per capita de la població era de 14.248 $. Entorn del 17,1% de les famílies i el 16,4% de la població estaven per davall del llindar de pobresa.

## Poblacions més properes
El següent diagrama mostra les poblacions més properes.